# Josef Zinnbauer
Josef Zinnbauer, né le 1er mai 1970 à Schwandorf (RFA, aujourd'hui l'Allemagne), est un ancien footballeur allemand, reconverti en entraîneur. Il est l'actuel entraîneur de la JS Kabylie depuis le 20 janvier 2025.

## Carrière
Après avoir joué dix-sept ans avec plus de dix clubs différents en Allemagne, Zinnbauer prend sa retraite sportive après avoir subi une blessure au cartilage.
La carrière d'entraîneur de Zinnbauer commence au VfB Oldenburg en 2005 et continue jusqu'en 2010. Puis il prend les rênes de Karlsruher SC. Il a été entraîneur de l'équipe réserve de Karlsruhe du 27 mars 2012 au 30 juin 2012.
Le 1er juillet 2014, il est nommé entraîneur de l'équipe réserve de Hamburger SV qui joue en Regionalliga Nord,. Il remporte son premier match contre Goslarer SC 08 sur le score de 4-0. Il enregistre ensuite huit victoires en huit matchs ce qui motive le club à lui confier l'équipe première le 16 septembre 2014 après avoir limogé Mirko Slomka la veille,. Au titre de son premier match , il reçoit le Bayern Munich de Pep Guardiola au Volksparkstadion et obtient le nul 0-0. Après des résultats en dents de scie, il est limogé le 22 mars 2015. Il a engrangé 6 victoires en 24 matchs dont une en déplacement contre le Borussia Dortmund de Jürgen Klopp.
Il revient ensuite dans l'équipe réserve pour la saison 2015-2016 avant de s'envoler pour la Suisse le 15 septembre 2015 pour rallier le FC Saint-Gall,.
Le 10 décembre 2019, il est nommé entraîneur du club sud-africain Orlando Pirates FC. Sous sa direction, l'équipe passe de la 11e à la 3e place en Premier Soccer League à sept points de Mamelodi Sundowns, ce qui a été qualifié d'exploit. Le 12 décembre 2020, Josef Zinnbauer s'adjuge le premier titre de sa carrière d'entraîneur lorsque Orlando Pirates remporte la coupe MTN 8 en battant le Bloemfontein Celtic en finale sur le score de 2-1.
Le 30 juin 2022, Zinnbauer est embauché par le Lokomotiv Moscou en Russie. Il est licencié le 8 octobre 2022 après une cinquième défaite consécutive en championnat.
Le 8 juin 2023, Josef Zinnbauer a été nommé entraîneur du Raja Club Athletic dès la fin de la saison 2022-2023 jusqu'en juin 2025, devenant ainsi le premier entraîneur allemand de l'histoire du club,. Au terme de cette saison, le Raja remporte le championnat, en plus de cela, il est devient le premier club marocain de l'histoire à le faire en étant invaincu. De plus, les Verts réalisent le doublé national, après une victoire 2-1 contre l'AS FAR en finale de la Coupe du Trône.
Le 23 juillet 2024, il a annoncé son départ du club afin de rejoindre l'équipe saoudienne de Al Wehda,.
Le 20 janvier 2025, il est nommé entraîneur de la JS Kabylie, jusqu'à la fin de la saison 2025-2026.

## Statistiques détaillées
| Club                   | Début             | Fin               | Résultats | Résultats | Résultats | Résultats | Résultats |
| Club                   | Début             | Fin               | M         | V         | N         | D         | V. %      |
| ---------------------- | ----------------- | ----------------- | --------- | --------- | --------- | --------- | --------- |
| Karlsruher SC réserves | 27 mars 2012      | 30 juin 2012      | 9         | 8         | 0         | 1         | 88,89     |
| Hamburger SV réserves  | 1er juillet 2014  | 16 septembre 2014 | 8         | 8         | 0         | 0         | 100,00    |
| Hamburger SV           | 16 septembre 2014 | 22 mars 2015      | 24        | 6         | 6         | 12        | 25,00     |
| Hamburger SV réserves  | 13 juin 2015      | 15 septembre 2015 | 8         | 2         | 2         | 4         | 25,00     |
| FC Saint-Gall          | 15 septembre 2015 | 4 mai 2017        | 63        | 19        | 14        | 30        | 30,16     |
| Orlando Pirates        | 10 decembre 2019  | 16 août 2021      | 68        | 35        | 20        | 13        | 51,47     |
| Lokomotiv Moscou       | 1er juillet 2022  | 8 octobre 2022    | 15        | 4         | 3         | 8         | 26,67     |
| Raja CA                | 8 juin 2023       | 24 juillet 2024   | 45        | 32        | 11        | 2         | 71,11     |
| Al-Wehda               | 25 juillet 2024   |                   | 0         | 0         | 0         | 0         | 0         |
| Total                  | Total             | Total             | 240       | 114       | 56        | 70        | 47,5      |

## Palmarès

### Joueur
SSV Ulm
- Coupe du Wurtemberg (en) :
  - Vainqueur : 1993-1994

### Entraîneur
Raja CA
- Championnat du Maroc :
  - Champion : 2023–24
- Coupe du Maroc :
  - Vainqueur : 2023
  -  Finaliste : 2022

 Orlando Pirates
- MTN 8 (en) :
  - Vainqueur : 2020

 JS Kabylie
- Championnat d'Algérie :
  - Vice-champion : 2024–25

### Distinctions personnelles
- Meilleur Entraîneur du Championnat du Maroc: 2023–24[23].